# Kāttuputtūr
Kāttuputtūr är en ort i Indien.   Den ligger i distriktet Tiruchchirāppalli och delstaten Tamil Nadu, i den södra delen av landet, 2 000 km söder om huvudstaden New Delhi. Kāttuputtūr ligger 115 meter över havet och antalet invånare är 11 040.
Terrängen runt Kāttuputtūr är platt. Runt Kāttuputtūr är det tätbefolkat, med 308 invånare per kvadratkilometer. Närmaste större samhälle är Karur, 15,6 km väster om Kāttuputtūr. Trakten runt Kāttuputtūr består till största delen av jordbruksmark.